# The Second Barbra Streisand Album
The Second Barbra Streisand Album es el título del segundo álbum de estudio en solitario de Barbra Streisand . El disco fue publicado en agosto de 1963, solamente seis meses después de la publicación de su álbum debut, The Barbra Streisand Album.

## Información del álbum
The Second Barbra Streisand Album contiene más canciones de las que Barbra había estado interpretando en sus actuaciones en los clubes nocturnos.
Al igual que en The Barbra Streisand Album , Mike Beniker produjo el álbum, y Peter Matz aportó los arreglos y dirigía la orquesta.
Grabado en cuatro días en junio de 1963, se presentó en agosto del mismo año, logrando vender más de un millón de copias en todo el mundo. En 1987 se relanzó en formato CD y en octubre de 1993 se lanzó una reedición completa y remasterizada del álbum.
El tema Gotta Move fue escrito específicamente para Barbra por su arreglista Peter Matz. Este trabajo de Barbra Streisand propició el lanzamiento de dos sencillos, When the Sun Comes Out y My Coloring Book/Lover, Come Back to Me, lanzados ambos en noviembre de 1962, unos meses antes de que lo hiciera el álbum. 

## Lista de temas
1. "Any Place I Hang My Hat Is Home" (Harold Arlen, Johnny Mercer) - 2:45
2. "Right as the Rain" (Arlen, E. Y. Harburg) - 3:26
3. "Down With Love" (Arlen, Harburg) - 3:44
4. "Who Will Buy?" (Lionel Bart) - 3:34
5. "When The Sun Comes Out" (Arlen, Ted Koehler) - 3:25
6. "Gotta Move" (Peter Matz) - 2:02
7. "My Coloring Book" (Fred Ebb, John Kander) - 4:12
8. "I Don't Care Much" (Ebb, Kander) - 2:53
9. "Lover, Come Back To Me" (Oscar Hammerstein II, Sigmund Romberg) - 2:20
10. "I Stayed Too Long at the Fair" (Billy Barnes) - 4:24
11. "Like a Straw In the Wind" (Arlen){En realidad es un medley con "Any Place I Hang My Hat Is Home"} - 4:47

## Lista de ventas
| \| US Billboard Pop Albums Chart (1963) \| \| \| ------------------------------------ \| --- \| \| Posición más alta \| 2 \| \| Semanas en lista \| 74 \| \| Certificación \| ORO \| |     |
| US Billboard Pop Albums Chart (1963) |     |
| Posición más alta | 2   |
| Semanas en lista | 74  |
| Certificación | ORO |

## Créditos
- Producción: Mike Berniker
- Arreglos y dirección: Peter Matz
- Material adicional: Peter Daniels
- Ingenieros de grabación: Fred Plaut, Frank Laico
- Diseño de cubierta: John Berg
- Fotografía de portada: Wood Kuzoumi
- Notas: Jule Styne